# Nove
Nove (velenceiül Łe Nóve) település Olaszországban, Veneto régióban, Vicenza megyében. Lakosainak száma 4870 fő (2023. január 1.). Nove Bassano del Grappa, Cartigliano, Marostica, Pozzoleone és Schiavon községekkel határos.

## Népesség
A település népességének változása:
| Lakosok száma | 4999 | 4966 | 4870 |
|               | 2017 | 2018 | 2023 |